# Олаигбе, Казим
Кази́м Адереми́ Олаигбе́ (фр. Kazeem Aderemi Olaigbe; род. 2 января 2003, Брюссель) — бельгийский футболист нигерийского происхождения, вингер клуба «Трабзонспор».

## Клубная карьера
Олаигбе — воспитанник клуба «Андерлехт». В 2019 году игрок подписал контракт с английским «Саутгемптоном», где начал выступать за молодёжную команду. В 2022 году Казим на правах аренды перешёл в шотландский «Росс Каунти». 9 июля в матче Кубка шотландской лиги против «Баки Тисл» он дебютировал за основной состав. 23 июля в поединке Кубка лиги против «Ист Файф» Казим сделал «дубль», забив вои первые голы за «Росс Каунти». 30 июля в матче против «Харт оф Мидлотиан» он дебютировал в шотландской Премьер-лиге. 
В начале 2023 года Олаигбе на правах аренды перешёл в «Харрогит Таун». 11 февраля в матче против «Стокпорт Каунти» он дебютировал во Второй лиге Англии. 18 февраля в поединке против «Кру Александра» Казим забил свой первый гол за «Харрогит Таун».  
Летом 2023 года Олаигбе вернулся на родину, подписав контракт с «Серкль Брюгге». 2 сентября в матче против «Вестерло» он дебютировал в Жюпиле лиге. 